# Danton Mello
Danton Figueiredo Melo (Passos, 29 de maio de 1975) é um ator, dublador e comediante brasileiro. Conhecido por seus papeis em telenovelas da TV Globo, como Neco em Cabocla (2004), Rodolfo em Sinhá Moça (2006) e Roberto em Hilda Furacão (1998), bem como variados trabalhos em filmes e séries de comédia. Na dublagem, fez o ator Leonardo DiCaprio em quatro longas-metragens, incluindo Titanic e The Beach. É irmão do também ator Selton Mello.

## Vida pessoal

### Infância e adolescência
Filho do bancário aposentado Dalton Natal Melo e Selva Aretusa Figueiredo Melo, dona de casa (falecida em 2024 de Alzheimer), Danton cresceu ao lado do irmão mais velho, Selton Mello, que também se tornou um renomado ator e diretor. Desde cedo, os irmãos compartilhavam uma relação muito próxima e uma afinidade com as artes, influenciada por um ambiente familiar que estimulava a criatividade. 
Durante a infância, acompanhando seu irmão nas gravações, Danton mostrou interesse por atuação, o que o levou a se mudar para São Paulo e posteriormente para o Rio de Janeiro ainda criança, onde a família buscava novas oportunidades, já que seu irmão mais velho havia consolidado sua opção pela arte.  Ele começou sua carreira artística com apenas dez anos, na novela A Gata Comeu (1985), além de alguns trabalhos de figuração e publicidades. O ator diz que começar sua carreira cedo não privou-o de nada: "Eu conseguia dividir meu tempo com a escola, era uma exigência. A gente só gravava depois do horário escolar, meus pais me ajudavam. Eu adorava gravar. Inclusive trago ainda esse frescor. Eu encarava como uma brincadeira de contar história, de pôr uma roupa diferente e viver ali um personagem". O ator, em sua juventude, prestou vestibular para história mas acabou perdendo sua prova por causa das gravações. 
Apesar de ter torcido para um time carioca quando era mais jovem, Danton Mello decidiu ser torcedor do São Paulo Futebol Clube.

### Relacionamentos
Na adolescência, enquanto seguia construindo sua trajetória como ator, Danton começou a namorar Laura Malin, que mais tarde se tornaria escritora e sua primeira esposa, em 1993: "Casei muito cedo, aos 17 anos. Mas nunca fui um paquerador, sempre fiquei na minha". Os dois nunca se casaram no papel. Juntos, tiveram duas filhas: Luísa, nascida em 2001, e Alice, em 2003. O casamento durou 12 anos e terminou em 2005. Mesmo após a separação, Danton manteve uma relação cordial com Laura e continuou a ser um pai presente na vida das filhas, valorizando momentos de convivência familiar. Em 2014, suas duas filhas se mudaram com sua ex-esposa para os Estados Unidos, o ator disse que sofreu muito com a partida mas que acabou aceitando com ajuda de terapia e de sua mãe, Selva.
Em 2013, Danton iniciou um relacionamento com Sheila Ramos, uma empresária com quem se casou em 2017. Com 3 anos de relacionamento, Danton dizia sobre a namorada e o enteado (João, filho de Sheila): "Já me sinto casado e padrastro dele". A cerimônia de casamento foi marcada por simplicidade e proximidade com amigos e familiares. Sheila é uma parceira constante na vida do ator, e juntos compartilham uma rotina tranquila e reservada. 

### Acidente
Em 14 de setembro de 1998, enquanto sobrevoava o Monte Roraima gravando uma reportagem, o helicóptero em que estava sofreu uma pane e caiu. O ator e sua equipe foram encontrados 30 horas depois do acidente por indígenas da Terra Indígena Raposa Serra do Sol, que avisaram a FUNAI para que fosse feito o resgate. Danton apresentava uma grave hemorragia interna e foi operado às pressas, sob risco de vida, se recuperando semanas depois. Seu personagem em Torre de Babel, Adriano, acabou sendo retirado da novela enquanto Danton se recuperava, voltando em novembro, com o ator gravando em uma cadeira de rodas e também com auxílio de uma muleta.

### Espiritualidade
Em 2022, a relação de Danton Mello com sua espiritualidade foi ressignificada após protagonizar o filme Predestinado - Arigó e o Espírito de Dr. Fritz, um filme espírita que conta a história do médium José Arigó e suas cirurgias espirituais por meio da incorporação do espírito de Dr. Fritz. Até então, se considerava ateu, mas o longa fez com que repensasse muito sobre o assunto.

### Diabetes
O ator é portador de diabetes (tipo 2) e trata a doença com acompanhamento médico. Danton diz que toda sua família é diabética e sua condição é estritamente genética: "Minha glicose sempre foi ali no limite. A minha mãe é diabética, o meu avô, pai dela, também tinha diabetes. Eu tinha questão genética também. Até que um dia, num exame de rotina, a minha glicose estava muito alta. Dali em diante eu comecei a tomar remédio" Por isso, estrelou a série Apaixonados pela Vida, de Quem Vê Diabetes Vê Coração, com a intenção de conscientizar sobre a doença e promover quem deseja cuidar da saúde e viver com mais qualidade.

## Carreira

### Primeiros Trabalhos
Sua estreia em novelas se deu em 1985, aos dez anos de idade, como o pequeno Cuca de A Gata Comeu. Em 1988, fez o personagem Bruno Meireles, filho de Leila (Cássia Kis) e Ivan (Antonio Fagundes) na novela Vale Tudo; No ano seguinte, viveu Peto, filho da antagonista Perpétua (Joana Fomm) na novela Tieta. No ano de 1994, participou da telenovela A Viagem, vivendo Johnny, um jovem rebelde que se torna amigo de Tato (Felipe Martins).

### Malhação
Em 1995, interpretou Héricles, protagonista da primeira temporada da série Malhação. Na trama, seu personagem era um garoto do interior que se mudou para a cidade grande para fazer faculdade de história e namorava a distância, por cartas, uma garota grega chamada Cassandra; Ao longo da trama, Héricles se envolve em um conflito amoroso entre as personagens de Isabela (Juliana Martins) e Rafaela (Flávia Bonato). No ano seguinte, continuou com o mesmo papel na segunda temporada de Malhação, namorando Alex (Camila Pitanga), que mais tarde se revela prima de Cassandra; e fez o spin-off de verão da mesma, Malhação de Verão (1996); Só voltou para a série mais tarde em 2011, em Malhação Conectados com outro personagem, Fabiano, um diretor de cinema, pai de Isabela (Bella Camero) e par romântico de Laura (Leticia Spiller).

### Destaques
Ainda em 96, transferiu-se para o SBT, onde atuou em Dona Anja. Retornou à Globo em 1997 para viver o narrador e militante comunista da minissérie Hilda Furacão, no caso Roberto Drummond, autor do livro que inspirou a série. Entre 1997 e 1999 foi também apresentador do Globo Ecologia. Em 1998, fez Adriano em Torre de Babel. No ano seguinte, participou dos últimos capítulos de Terra Nostra. Após três anos dedicando-se ao teatro, retorna em 2003 como protagonista de Jamais Te Esquecerei, no SBT. De volta a Globo, em 2004, co-protagonizou a segunda versão da novela Cabocla, fazendo Neco, um jovem de ideais avançados para a época que se transforma num líder político de grande prestígio. E também foi um dos protagonistas do especial de fim de ano da TV Globo, Correndo Atrás, voltando a representar o mesmo papel na continuação do especial exibido em 2005. Em 2006, interpretou o protagonista Rodolfo na segunda versão da novela Sinhá Moça, o personagem é um jovem abolicionista, republicano e formado em Direito, cuja dedicação aos seus ideais é compartilhada com a também protagonista Sinhá Moça (Débora Falabella). Ao longo da trama, os dois desenvolvem um romance e formam um casal. Em 2009, viveu Amitav de Caminho das Índias, seu personagem era marido de Surya (Cleo Pires), filho mais velho de Opash (Tony Ramos) e Indira (Eliane Giardini) e é extremamente apegado às tradições indianas.
Em 2012, foi o protagonista da série de comédia-romântica Como Aproveitar o Fim do Mundo, produzida pela Rede Globo, vive o personagem Ernani, um técnico em contabilidade, é convencido por sua colega de trabalho Kátia (Alinne Moraes) de que, segundo o calendário maia, o mundo acabaria em 21 de dezembro de 2012. Com essa perspectiva, ambos embarcam em diversas aventuras para aproveitar ao máximo os dias que lhes restam e, ao longo da trama, acabam se apaixonando. Em 2013, estrelou no cinema a comédia Vai que Dá Certo, um grande sucesso de bilheteria que teve uma continuação.
Entre 2014 e 2019, atuou no programa de comédia Tá no Ar: a TV na TV, onde interpretava diversos personagens por capítulo, ao lado de Marcelo Adnet e Marcius Melhem. Em 2015 (simultaneamente com o anterior), atuou na novela I Love Paraisópolis, fazendo o personagem Cícero. Em 2019, interpretou o delegado Almeidinha em Órfãos da Terra. No dia 31 de março de 2022, Danton Mello encerrou o contrato que tinha com a Globo após 37 anos de carreira. "Encerro hoje meu último contrato longo com a Globo. Empresa onde fiz minha estreia nas novelas aos 10 anos em 'A Gata Comeu'. Crescemos juntos. Afinal, dos seus 57 anos, há 37 exerço minha profissão de ator. Ela foi minha escola" Contudo, o artista celebra a grande oferta de trabalhos que tem conquistado sem um contrato fixo: "Veio uma sequência de convites e de trabalhos. O mercado está muito aquecido. Não parei de trabalhar desde que saí da Globo. Acho que estou trabalhando até mais do que quando estava contratado" Porém acabaria voltando para a Globo em 2024, fazendo o papel de Raimundo Sobral em Garota do Momento, um pai conservador e dono de uma empresa de publicidade. 

### Irmãos em cena
Os irmãos Selton e Danton Mello já dividiram as telas diversas vezes. Na infância, atuaram juntos em comerciais, e Danton, que frequentemente acompanhava Selton nas gravações, fez figuração em Corpo a Corpo (1984). Em 1988, contracenaram no Especial do Chico Anysio: Grupo Escoulacho. Posteriormente, também dividiram o palco em peças de teatro. No filme O Palhaço (2011), dirigido e estrelado por Selton, Danton fez uma participação especial como Aldo, dono do estabelecimento Aldo Auto Peças. Anos depois, em 2021, voltaram a atuar juntos em um episódio da 5ª temporada de Sessão de Terapia, onde interpretaram irmãos em uma cena dramática. Na nova temporada da série, prevista para 2026, os irmãos voltarão a contracenar juntos.

## Filmografia

### Televisão
| Ano         | Título                          | Personagem                                        | O que (Onde)               | Participação                          |
| ----------- | ------------------------------- | ------------------------------------------------- | -------------------------- | ------------------------------------- |
| 1984        | Corpo a Corpo                   | Amiguinho de Ronaldo, de Santa Teresa (figuração) | Telenovela (Globo)         |                                       |
| 1985        | A Gata Comeu                    | Carlos Eduardo Coutinho (Cuca)                    | Telenovela (Globo)         |                                       |
| 1986        | Novo Amor                       | Adriano                                           | Telenovela (Rede Manchete) |                                       |
| 1987        | Mandala                         | Gerson                                            | Telenovela (Globo)         | Episódios: 12 – 19 de outubro         |
| 1988        | Vale Tudo                       | Bruno Meirelles                                   | Telenovela (Globo)         |                                       |
| 1988        | Grupo Escolacho                 | Luís                                              | Especial (Globo)           |                                       |
| 1989        | Tieta                           | Cupertino Esteves Batista Filho (Peto)            | Telenovela (Globo)         |                                       |
| 1992        | Despedida de Solteiro           | Rafael (Rafa)                                     | Telenovela (Globo)         |                                       |
| 1991        | Escolinha do Professor Raimundo | Quaresminha (filho de Sandoval Quaresma)          | Programa (Globo)           |                                       |
| 1993        | Guerra sem Fim                  | Lucas Monteseu (Castigo-de-mãe)                   | Telenovela (Rede Manchete) |                                       |
| 1993        | Família Brasil                  | Diogo Moraes (Grilo)                              | Seriado (Rede Manchete)    |                                       |
| 1994        | Você Decide                     | Rogério                                           | Programa (Globo)           | Temporada 3 - Episódio 16             |
| 1994        | A Viagem                        | Johnny                                            | Telenovela (Globo)         |                                       |
| 1994        | Confissões de Adolescente       | Guilherme                                         | Série (TV Cultura e Band)  | Episódio: "A Melhor Amiga"            |
| 1995        | Malhação                        | Héricles Barreto                                  | Série (Globo)              | Temporada 1                           |
| 1996        | Malhação                        | Héricles Barreto                                  | Série (Globo)              | Temporada 2                           |
| 1996        | Malhação de Verão               | Héricles Barreto                                  | Minisérie (Globo)          | Spin-Off: Temporada 2                 |
| 1996        | Dona Anja                       | Bruno Macedo (Bruno Caçapa)                       | Telenovela (SBT)           |                                       |
| 1997        | Caça Talentos                   | Juca                                              | Seriado (Globo)            | Temporada 3 - Episódio: "Lambidão"    |
| 1997 - 1999 | Globo Ecologia                  | Apresentador                                      | Programa (Globo)           |                                       |
| 1998        | Hilda Furacão                   | Roberto Drummond                                  | Minisérie (Globo)          |                                       |
| 1998        | Você Decide                     | Dony                                              | Programa (Globo)           | Temporada 7 - Episódio 5              |
| 1998        | Torre de Babel                  | Adriano de Almeida Paes (Chicletinho)             | Telenovela (Globo)         |                                       |
| 1999        | Terra Nostra                    | Bruno Ribeiro                                     | Telenovela (Globo)         |                                       |
| 1999        | Você Decide                     | Davi                                              | Programa (Globo)           | Temporada 8 - Episódio 32             |
| 1999        | Malhação.com                    | Héricles Barreto                                  | Série (Globo)              | Episódio “16 de julho”                |
| 2000        | Você Decide                     | Kevin                                             | Programa (Globo)           | Temporada 9 - Episódio 22             |
| 2003        | Jamais Te Esquecerei            | Eduardo Moraima                                   | Telenovela (SBT)           |                                       |
| 2004        | Cabocla                         | Manuel Junqueira Caldas (Neco)                    | Telenovela (Globo)         |                                       |
| 2004        | Correndo Atrás                  | Rodrigo Dourado                                   | Especial (Globo)           | Especial de fim de ano                |
| 2005        | Sob Nova Direção                | Ricardo                                           | Sitcom (Globo)             | Temporada 2 - Episódio 20             |
| 2006        | Sinhá Moça                      | Rodolfo Garcia Fontes                             | Telenovela (Globo)         |                                       |
| 2008        | Casos e Acasos                  | Adriano                                           | Série (Globo)              | Episódio: "Piloto"                    |
| 2008        | Casos e Acasos                  | Wagner                                            | Série (Globo)              | Episódio: "O Trote"                   |
| 2008        | Casos e Acasos                  | Ulisses                                           | Série (Globo)              | Episódio: "O Desejo Escondido"        |
| 2008        | Casos e Acasos                  | Gustavo                                           | Série (Globo)              | Episódio: "O Encontro"                |
| 2008        | Faça Sua História               | Johnny Valente                                    | Série (Globo)              | Episódio: "Oswaldir Superstar"        |
| 2009        | Caminho das Índias              | Amithab Ananda                                    | Telenovela (Globo)         |                                       |
| 2010        | Tempos Modernos                 | Renato Vieira                                     | Telenovela (Globo)         |                                       |
| 2010        | S.O.S. Emergência               | Marcelo                                           | Seriado (Globo)            | Episódio: "Cuidado, Sexo Frágil"      |
| 2011        | Malhação Conectados             | Fabiano Duarte                                    | Série (Globo)              | Temporada 19                          |
| 2012        | Dercy de Verdade                | Carlos Manga                                      | Minisérie (Globo)          |                                       |
| 2012        | As Brasileiras                  | Diogo                                             | Série (Globo)              | Episódio: A Selvagem de Santarém"     |
| 2012        | As Brasileiras                  | Gustavo                                           | Série (Globo)              | Episódio: "A Reacionária do Pantanal" |
| 2012        | Como Aproveitar o Fim do Mundo  | Ernani da Silva                                   | Série (Globo)              |                                       |
| 2013        | A Grande Família                | Juvenal Oliveira (Caveira)                        | Sitcom (Globo)             | Temporada 13                          |
| 2014-2019   | Tá no Ar: a TV na TV            | Vários Personagens                                | Sitcom (Globo)             |                                       |
| 2015        | I Love Paraisópolis             | Cícero Diniz                                      | Telenovela (Globo)         |                                       |
| 2017        | Pega Pega                       | Rodrigo Borges (Borges)                           | Telenovela (Globo)         |                                       |
| 2018        | Deus Salve o Rei                | Gregório                                          | Telenovela (Globo)         | Episódios: 19 de maio – 30 de julho   |
| 2018        | Dança dos Famosos               | Participante                                      | Programa (Globo)           | Temporada 15                          |
| 2019        | Órfãos da Terra                 | Delegado Antônio Carlos Almeida (Almeidinha)      | Telenovela (Globo)         |                                       |
| 2020        | Simples Assim                   | Arlindo                                           | Programa (Globo)           | Episódio: "7 de novembro"             |
| 2021        | Sessão de Terapia               | Miguel Barone                                     | Série (Globoplay)          | Temporada 5 - Episódio 34             |
| 2021        | Um Lugar ao Sol                 | Matheus Nogueira Sales                            | Telenovela (Globo)         |                                       |
| 2024        | Justiça 2                       | Abílio Fayete                                     | Série (Globoplay)          |                                       |
| 2024        | Garota do Momento               | Raimundo Sobral                                   | Telenovela (Globo)         |                                       |

### Cinema
| Ano  | Título                                        | Personagem                       |
| ---- | --------------------------------------------- | -------------------------------- |
| 2003 | Benjamim                                      | Benjamin Zambraia (jovem)        |
| 2003 | O Preço da Paz                                | Daniel                           |
| 2004 | Tudo Isto é Fado                              | Leonardo                         |
| 2004 | Araguaya - A Conspiração do Silêncio          | Carlos                           |
| 2005 | Quanto Vale Ou É Por Quilo?                   | Hector                           |
| 2009 | Ouro Negro - A Saga do Petróleo Brasileiro    | João Martins                     |
| 2011 | O Palhaço                                     | Aldo                             |
| 2013 | Vai que Dá Certo                              | Rodrigo                          |
| 2013 | O Concurso                                    | Caio Madureira                   |
| 2015 | Superpai                                      | Diogo                            |
| 2015 | A Esperança é a Última que Morre              | Eric                             |
| 2016 | Vai que Dá Certo 2                            | Rodrigo                          |
| 2016 | Intruso                                       | Pedro                            |
| 2017 | Os Penetras 2 – Quem Dá Mais?                 | Santiago                         |
| 2018 | Antes que Eu me Esqueça                       | Paulo Domingues                  |
| 2019 | Hebe: A Estrela do Brasil                     | Cláudio Pressutti                |
| 2021 | Um Tio Quase Perfeito 2                       | Beto                             |
| 2022 | Predestinado: Arigó e o Espírito do Dr. Fritz | José Pedro de Freitas (Zé Arigó) |
| 2023 | Apaixonada                                    | Alfredo                          |
| 2023 | Ninguém É de Ninguém                          | Roberto                          |
| 2024 | Biônicos                                      | Paulo Guerra                     |
| —    | O Velho Fusca                                 | Maurício                         |
| —    | Perfeitos Desconhecidos                       | Gabriel                          |
| —    | Mãe Fora da Caixa                             | André                            |

## Dublagens

### Cinema
| Personagem (Ator)                  | Filme                                               |
| ---------------------------------- | --------------------------------------------------- |
| Artista 1 (Kenneth Branagh)        | Carruagens de Fogo (1981)                           |
| Billy (Peter Billingsley)          | Pesadelo no Vale da Morte (1982)                    |
| Pete Fountaine (Corey Feldman)     | Gremlins (1984)                                     |
| Duende Verde                       | O Caldeirão Mágico (1985)                           |
| Bocão (Corey Feldman)              | Os Goonies (1985)                                   |
| Raymi Rojas (Esai Morales)         | Um Diretor Contra Todos (1987)                      |
| Lamar Latrelle (Larry B. Scott)    | Os Nerds Saem de Férias (1987)                      |
| Martin (Eric Stoltz)               | A Mosca 2 (1989)                                    |
| Atreyu                             | A História Sem Fim II (1990)                        |
| Schenke (Corey Feldman)            | Uma Aventura na Ilha Deserta(1990)                  |
| Nick Peretti (Judd Nelson)         | New Jack City - A Gangue Brutal (1991)              |
| Arnie Grape (Leonardo DiCaprio)    | Gilbert Grape - Aprendiz de Sonhador (1993)         |
| Jack Dawson (Leonardo DiCaprio)    | Titanic (1997)                                      |
| Brandon Darrow (Leonardo DiCaprio) | Celebridades (1998)                                 |
| Jim Levenstein (Jason Biggs)       | American Pie - A Primeira Vez é Inesquecível (1999) |
| Richard (Leonardo DiCaprio)        | A Praia (2000)                                      |
| Robinson Crusoé                    | As Aventuras de Robinson Crusoé (2016)              |
| Max                                | Pets - A Vida Secreta dos Bichos (2016)             |
| Max                                | Pets - A Vida Secreta dos Bichos 2 (2019)           |
| Chef Jack                          | Chef Jack: O Cozinheiro Aventureiro (2023)          |
| Adolfo e Bode                      | Dalia e o Livro Vermelho (2024)                     |

### Televisão
| Ator / Papel                 | Título          |
| ---------------------------- | --------------- |
| Brian Tenner (Benji Gregory) | Alf, o ETeimoso |
| Daniel Zapata (Abraham Pons) | Carrossel       |

## Prêmios e indicações
| Ano  | Associações                        | Categoria                                | Nomeações                      | Resultado |
| ---- | ---------------------------------- | ---------------------------------------- | ------------------------------ | --------- |
| 2004 | Prêmio Qualidade Brasil            | Melhor Ator Coadjuvante em Televisão     | Cabocla                        | Venceu    |
| 2005 | Prêmio Contigo! de TV              | Melhor Par Romântico (com Regiane Alves) | Cabocla                        | Indicado  |
| 2013 | Prêmio Contigo! de TV              | Melhor Ator em Série ou Minissérie       | Como Aproveitar o Fim do Mundo | Indicado  |
| 2013 | Prêmio Quem de Cinema              | Melhor Ator de Cinema                    | Vai que Dá Certo               | Indicado  |
| 2022 | Festival Sesc Melhores Filmes      | Melhor Atriz Nacional                    | Um Tio Quase Perfeito 2        | Indicado  |
| 2022 | Grande Prêmio do Cinema Brasileiro | Melhor Ator Coadjuvante                  | Um Tio Quase Perfeito 2        | Indicado  |
| 2023 | Festival Sesc Melhores Filmes      | Melhor Ator Nacional                     | Predestinado                   | Indicado  |
| 2024 | Festival Sesc Melhores Filmes      | Melhor Ator Nacional                     | Ninguém é de Ninguém           | Indicado  |
| 2025 | Prêmio iBest                       | Protagonista Influenciador               | Garota do Momento              | Pendente  |